# 蜘蛛星云
蜘蛛星雲（也被稱為劍魚座30）是大麥哲倫星系（LMC）中的一個巨大電離氫區。以地球的視角觀察，它形成大麥哲倫星系的東南角。

## 發現
蜘蛛星雲是由尼古拉-路易·德·拉卡伊於1751年至1753年期間，在對好望角的探險中觀察到的。他將其歸類為「第一類星雲」中的第二個，是「在口徑2英尺的望遠鏡中看不到任何恆星的星雲」。它被描述為一個20弧分的彌散星雲。
約翰·波德在他1801年的「波德星圖」就中包括了蜘蛛星雲，並在隨附的「星星的一般描述和證據」星表中將其列為「劍魚座30」。它沒有被賦予恆星星等，而是被注意到是模糊的雲氣。
在20世紀中葉，源於它在深度攝影曝光中出現的形象，出現了「蜘蛛星雲」這個名字。
劍魚座30經常被視為恆星的名稱，或是NGC 2070中央的星團，但現在通常被視為是蜘蛛星雲的整個星雲區域。

## 特徵

哈伯太空望遠鏡對蜘蛛星雲恆星形成區域及其中心的R136超星團的高解析度視圖。

蜘蛛星雲的視星等為8等。考慮到它的距離約為49 千秒差距 （160,000光年），這是一個非常明亮的非恆星天體。它的光度是如此之大，以至於如果它像獵戶座星雲一樣靠近地球]，蜘蛛星雲就會投射出可見的影子。事實上，它是本星系群的星系中已知最活躍的星爆區。
它也是本星系團中最大的電離氫區域之一，估計直徑約為200至570 pc（650至1860光年），而且因為它的尺寸非常大，它有時被描述為最大的，儘管其它電離氫區，例如位於三角座星系的NGC 604，可能更大。蜘蛛星雲位於 LMC 的前緣，那裡的衝壓力剝離，可能由此導致星際介質的壓縮達到最大值。

## NGC 2070

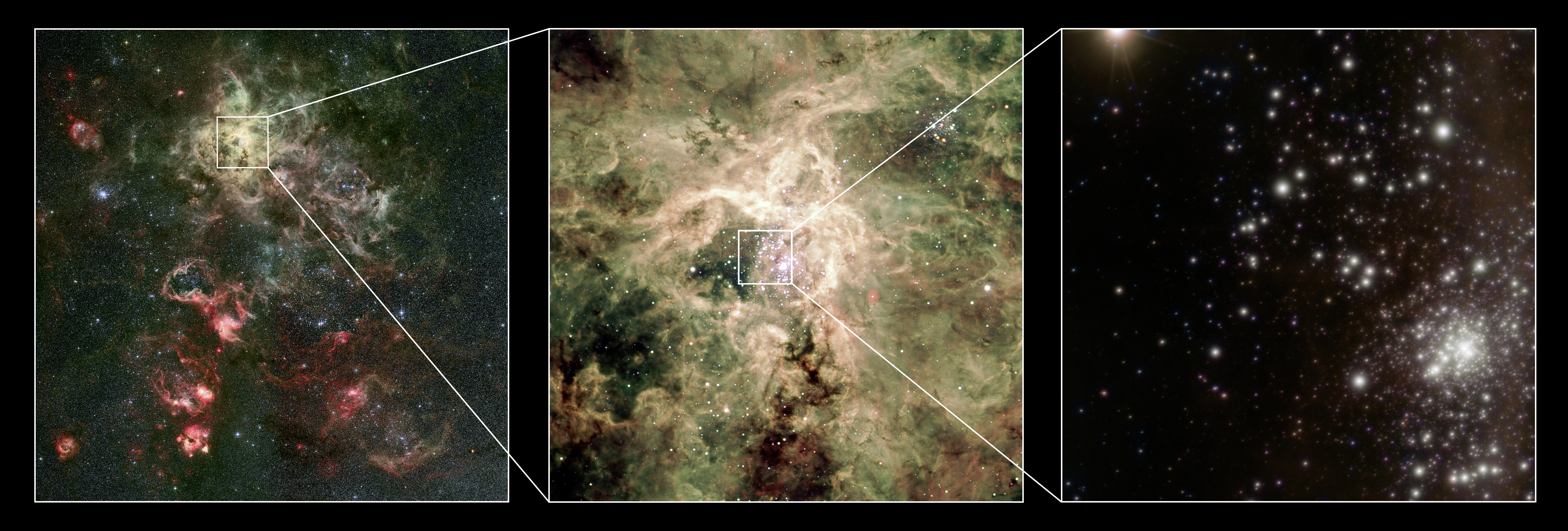
星團NGC 2070的細節：RMC 136a。

劍魚座30的中心是星團NGC 2070，其中包括被稱為R136的恆星緊湊聚集地。這產生了使星雲可見的大部分能量。估計該星團的質量為450,000太陽質量，這表明它在未來可能會成為一個球狀星團。除了NGC 2070之外，蜘蛛星雲還包含許多其他星團，包括更古老的霍奇301。霍奇301中質量最大的恆星已經爆炸成為超新星了。

## 超新星1987A
自望遠鏡發明以來觀測到的最接近的超新星 SN 1987A，發生在蜘蛛星雲的郊區。有一個顯著的超新星遺跡包圍著疏散星團NGC 2060，但是許多其它超新星的殘餘物很難在複雜的星雲中探測到。

## 黑洞VFTS 243
在蜘蛛星雲中發現了一個X射線安靜的黑洞，這是銀河系之外第一個沒有強烈輻射的黑洞。這個黑洞的質量至少為9個太陽質量，與它的伴星VFTS 243，25個太陽質量的藍巨星處於圓形軌道上。

## 外部連結
- WikiSky上关于蜘蛛星云的内容：DSS2, SDSS, GALEX, IRAS, 氢α, X射线, 天文照片, 天图, 文章和图片
- APOD Images: 2003 August 23 （页面存档备份，存于） & 2010 May 18 （页面存档备份，存于）
- SEDS Data: NGC 2070, The Tarantula Nebula （页面存档备份，存于）
- Hubble Space Telescope Images of: The Tarantula Nebula 的存檔，存档日期2008-10-28.
- European Southern Observatory Image of: The Tarantula Nebula 的存檔，存档日期2009-08-03.
- The Scale of the Universe （页面存档备份，存于） (Astronomy Picture of the Day 2012 March 12)
- Crowther, Paul. . Deep Space Videos. Brady Haran.   [2024-09-13]. （原始内容存档于2023-09-29）.